# Sytuacja prawna i społeczna osób LGBT w Irlandii

Tęczowa flaga – symbol społeczności LGBT

Tęczowa flaga w kształcie Irlandii

## Prawo wobec kontaktów homoseksualnych
Kontakty homoseksualne zostały zalegalizowane w Irlandii w 1993 w następstwie decyzji Europejskiego Trybunału Praw Człowieka. Wiek osób legalnie dopuszczających się kontaktów homo- i heteroseksualnych jest równy i wynosi 17 lat.

## Ochrona prawna przed dyskryminacją
Irlandzkie prawo gwarantuje ogólny zakaz dyskryminacji przez wzgląd na orientację seksualną. Został on zawarty w Akcie o Równości i obejmuje różne dziedziny życia. Przepisy te obowiązują w kraju od 2000 roku.
Podobny zakaz został również zawarty w prawie pracy w 1998.
Irlandzkie prawo wprost zakazuje aktów nienawiści ze względu na orientację seksualną.
Geje, lesbijki i biseksualiści nie są wykluczeni ze służby wojskowej z powodu swojej orientacji seksualnej.
Azyl
Irlandzkie przepisy przyznają prawo osobom do ubiegania się o azyl polityczny z powodu prześladowań przez wzgląd na orientację seksualną we własnym kraju.

## Uznanie związków osób tej samej płci
W irlandzkim ustawodawstwie istnieje pewna prawna forma uznania związków osób tej samej płci.

### Historia
W 1996 umożliwiono parom homoseksualnym korzystanie z rządowych programów przeciwdziałania przemocy w rodzinie. W 2003 pary homoseksualne uzyskały prawo do wspólnego podróżowania (jak współmałżonkowie) na „licencji” jednego z partnerów.
W 2004 niezależny senator David Norris zaproponował projekt ustawy legalizującej związki partnerskie, które mogłyby być zawierane zarówno przez osoby tej samej jak i różnej płci. Projekt ten ograniczał się do zapewnienia najważniejszych praw i wykluczał adopcję dzieci. Nie został on uchwalony.
W 2004 para lesbijek, która wzięła rok wcześniej ślub w Kanadzie i osiedliła się w Dublinie, zwróciła się do sądu o uznanie ich związku małżeńskiego. Decyzja sądu była dla nich negatywna.
Według spisu powszechnego w 2011 w Irlandii żyło 4042 par homoseksualnych mieszkających razem (z tego najwięcej w stolicy).

### Przyjęcie ustawy o cywilnych związkach partnerskich
26 lipca 2007 taoiseach Bertie Ahern poinformował, że jego rząd przygotowuje ustawę umożliwiającą zawieranie osobom tej samej płci związków partnerskich. – Rząd jest zobowiązany zapewnić więcej wsparcia i prawnego zabezpieczenia dla par jednopłciowych – powiedział Ahern. Dodał, że prace nad projektem będą prowadzone tak szybko, jak jest to możliwe.
24 czerwca 2008 rząd przedstawił projekt ustawy o cywilnych związkach partnerskich. Ustawa, przyjęta przez irlandzki parlament 1 lipca 2010, weszła w życie 1 stycznia 2011. Według wprowadzonych przez nią przepisów cywilne związki partnerskie zawarte przez osoby tej samej płci uzyskują większość praw przysługujących wcześniej jedynie małżeństwom. Ograniczenia dotyczą możliwości uznania praw rodzicielskich partnerów pozostających w takim związku. Ustawa stwarza też możliwość legalizacji na terenie Republiki Irlandii związków osób tej samej płci zawartych w innych państwach Unii Europejskiej oraz obejmuje pewną ochroną osoby pozostające w związkach nieformalnych.

### Referendum w sprawie równości małżeńskiej
W maju 2015 odbyło się referendum w sprawie poprawki do konstytucji, umożliwiającej parom tej samej płci zawieranie małżeństw. Poprawka miała znaczne poparcie rządu i społeczeństwa i została przyjęta.
Wraz z wprowadzeniem małżeństw osób tej samej płci Irlandia przestała rejestrować nowe związki partnerskie. Istniejące związki partnerskie nie zostały jednak automatycznie uznane za małżeństwo.

## Adopcja dzieci przez osoby LGBT
W 2005 weszła w życie ustawa zezwalająca każdej indywidualnej osobie, bez względu na jej orientację seksualną, na adopcję dziecka. Wcześniej możliwością taką dysponowały jedynie małżeństwa. Partnerzy pozostający w związku jednopłciowym, niezależnie od tego, czy został on sformalizowany, czy nie, mogą pełnić funkcję rodziców zastępczych. Irlandzkie prawo nie stwarza natomiast możliwości wspólnej adopcji dziecka przez parę osób tej samej płci ani nie przewiduje możliwości uzyskania prawa do opieki nad dzieckiem jednego z partnerów pozostających w związku jednopłciowym przez drugiego z partnerów.

## Życie osóbLGBTw kraju
W ostatnich latach Irlandczycy stali się bardzo tolerancyjni wobec osób LGBT. Większość z nich jest za wprowadzeniem małżeństw homoseksualnych:
| Poparcie Irlandczyków wobec      | za | przeciw |
| -------------------------------- | -- | ------- |
| małżeństw homoseksualnych (2006) | 41 |         |
| małżeństw homoseksualnych (2006) | 51 |         |
| małżeństw homoseksualnych (2008) | 58 |         |
| małżeństw homoseksualnych (2009) | 62 |         |
| małżeństw homoseksualnych (2011) | 73 |         |
| małżeństw homoseksualnych (2011) | 73 |         |
| związków partnerskich (2008)     | 84 |         |
| adopcji dzieci (2006)            | 30 |         |
| adopcji dzieci (2006)            | 39 |         |
| adopcji dzieci (2011)            | 60 |         |

W Dublinie istnieje duża scena gejowska. W mieście jest wiele lokali (puby, bary, dyskoteki, sauny, hotele, restauracje itp.) gejowskich i przyjaznych gejom, tzw. gay-friendly.
Wydawane są tam publikacje, działają liczne organizacje o zasięgu ogólnokrajowym jak i regionalnym, zajmujące się niesieniem pomocy przedstawicielom LGBT i walką o równouprawnienie. Każdego roku ulicami niektórych miast maszerują parady mniejszości seksualnych (gay pride parade). Najliczniejszą tego typu manifestacją była parada w stolicy w 2005, która zgromadziła ok. 6.000 uczestników.